# الخشعة (إب)
الخشعة هي إحدى قرى الجمهورية اليمنية. وهي تتبع جغرافيًا لمحافظة إب. وإداريًا لمديرية النادرة. يبلغ تعداد سكانها 1440 نسمة حسب الإحصاء الذي جرى عام 2004.